# Sarracín
Sarracín – gmina w Hiszpanii, w prowincji Burgos, w Kastylii i León, o powierzchni 9,61 km². W 2011 roku gmina liczyła 270 mieszkańców.